# Helmut Preul
Helmut Preul (* 1933 in Exten; † Januar 2001 in Bückeburg) war ehrenamtlicher Bürgermeister von Bückeburg und Träger des Bundesverdienstkreuzes.
Er war von November 1972 – mit fünfjähriger Unterbrechung – bis zu seinem Tod im Januar 2001 Bückeburgs ehrenamtlicher Bürgermeister.
Bürgermeister Helmut Preul erhielt 1999 den „lid in orde van Oranje-Nassau“ für seine Verdienste um die Städtepartnerschaft zwischen Bückeburg und Nieuwerkerk aan den IJssel (Niederlande). 
Zur EXPO 2000 wirkte er maßgeblich am Anschluss Bückeburgs und der Nachbarstadt Minden/Westf an das S-Bahn-Netz der Stadt Hannover mit. 

## Auszeichnungen (Auswahl)
- 1989 Ehrenurkunde des niedersächsischen Städtetages
- 1989 Verdienstkreuz am Bande (Bundesverdienstkreuz)
- 1999 Orden von Oranje-Nassau (Königinnen Orden)

| Personendaten    | Personendaten                         |
| ---------------- | ------------------------------------- |
| NAME             | Preul, Helmut                         |
| KURZBESCHREIBUNG | deutscher Bürgermeister von Bückeburg |
| GEBURTSDATUM     | 1933                                  |
| GEBURTSORT       | Exten                                 |
| STERBEDATUM      | Januar 2001                           |
| STERBEORT        | Bückeburg                             |